# Pedicularis gagnepainiana
Pedicularis gagnepainiana är en snyltrotsväxtart som beskrevs av Bonati. Pedicularis gagnepainiana ingår i släktet spiror, och familjen snyltrotsväxter. Inga underarter finns listade i Catalogue of Life.